# Praesumptio iuris tantum
Praesumptio iuris tantum (o iuris simpliciter che è la locuzione usata in diritto canonico) è una locuzione latina che indica la presunzione giuridica che ammette una prova contraria, prevede cioè solo una inversione dell'onere della prova. 
Normalmente nelle cause civili onus probandi incumbit actori, cioè tocca a chi fa valere in giudizio un suo diritto provare tutti i fatti materiali posti a base della sua affermazione, mentre ha solo la facoltà, ma non l'obbligo, di provare il suo diritto perché per quest'ultimo subentra il principio iura novit curia, il magistrato conosce le regole di diritto e può integrare con le sue conoscenze una eventuale insufficiente prospettazione dei principi di diritto fatta dall'attore. 
L'inversione dell'onere della prova si realizza, ad esempio, in materia di responsabilità contrattuale: chi causa il danno deve provare di aver adottato tutte le misure idonee al fine di evitarlo. Si distingue dalla praesumptio iuris et de iure che invece è una regola assoluta, non vincibile dalla prova contraria.